# DMX512

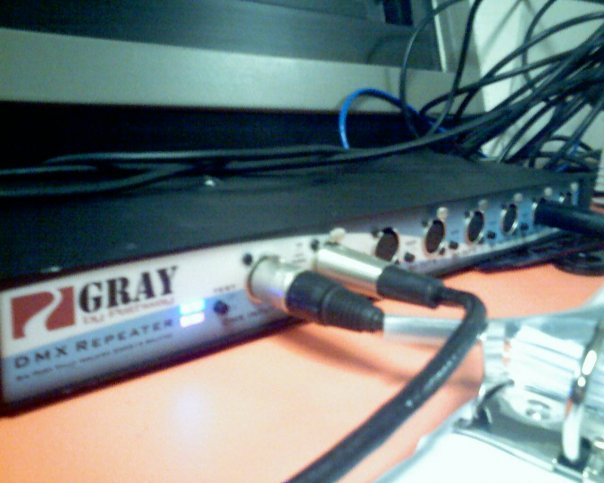
DMX 스플리터/버퍼.

DMX512는 디지털 조명제어 통신 네트워크에 대한 표준이다.

## 특징
- 한 채널당 최대 512개의 조명등 디바이스를 지원한다.
- LED 조명등의 온/오프, 조도, 색온, RGB 컬러, 모터제어 등이 가능하다.
- XLR 3핀이나 5핀 케이블(일명 캐논 케이블) 또는 RJ45 케이블을 통해 데이지체인 토폴로지 형태로 조명등간에 시리얼로 연결된다.
- DMX 프로토콜은 DALI, KNX 프로토콜등과 더불어 디지털 조명제어가 가능한 LMS(Light Management System:조명관리시스템, 또는 시스템조명) 구축에 필요한 핵심 프로토콜이다.